# Pontagna
Pontagna è una frazione del comune di Temù, in alta Val Camonica, provincia di Brescia. Fu comune autonomo fino al 1927.

## Geografia fisica
Pontagna è situata a est di Temù e dista circa 2 km da Ponte di Legno.
L'ambiente è prevalentemente boschivo montuoso, con zone di pianoro.
Il paese è attraversato dal fiume Oglio.

## Monumenti e luoghi d'interesse
Le chiese di Pontagna sono:
- Parrocchiale di Santa Maria, di struttura barocca, con portale in marmo di Vezza che riporta la date 1627. La soasa dell'altaare maggiore è attribuita a Giovanni Battista Ramus, capostipite della famiglia omonima.
- Chiesetta di Santa Giulia situata sopra le baite di Casola e Mezzullo.

## Società

### Tradizioni e folclore
Gli scütüm sono nei dialetti camuni dei soprannomi o nomiglioli, a volte personali, altre indicanti tratti caratteristici di una comunità. Quello che contraddistingue gli abitanti di Pontagna è Sìnghegn ("zingari") o stròlec.
Ogni anno viene svolta anche la Sagra e la Tradizionale fiera del bestiame e le bancarelle che svolge dal 7 al 9 settembre.